# Босна и Херцеговина на Европском првенству у атлетици на отвореном 2006.
Босна и Херцеговина је учествовала на  19. Европском првенству у атлетици на отвореном 2006. одржаном у Гетеборгу 7. до 13. августа. Репрезентацију Босне и Херцеговина у њеном чевртом учешћу на европским првенствима на отвореном представљала су двојица атлетичара (2 мушкарца) који су се такмичили у две дисциплине.
На овом првенству представници Босне и Херцеговине нису освојили ниједну медаљу, нити је оборен неки рекорс. 
У табели успешности (према броју и пласману такмичара који су учествовали у финалним такмичењима (првих 8 такмичара)) Босна и Херцеговина није имала преставника. На првенству је учествовало 48 земаља чланица ЕАА.

## Учесници
| Бр. | Дисциплина    | Мушкарци      | Жене | Укупно |
| --- | ------------- | ------------- | ---- | ------ |
| 1.  | 110 м препоне | Дамир Харачић |      | 1      |
| 2.  | Бацање кугле  | Хамза Алић    |      | 1      |
|     | Укупно (2)    | 2             | 0    | 2      |

## Резултати

### Мушкарци
| Атлетичар     | Дисциплина    | Лични рекорд | Квалификације | Квалификације | Полуфинале       | Полуфинале       | Финале           | Финале       | Детаљи |
| Атлетичар     | Дисциплина    | Лични рекорд | Резултат      | Место         | Резултат         | Место            | Резултат         | Место        | Детаљи |
| ------------- | ------------- | ------------ | ------------- | ------------- | ---------------- | ---------------- | ---------------- | ------------ | ------ |
| Дамир Харачић | 110 м препоне | 13,82        | 14,25         | 6 у гр. 4     | Није се пласирао | Није се пласирао | Није се пласирао | 30 / 32 (34) |        |
| Хамза Алић    | бацање кугле  | 20,09        | 18,15         | 15.           |                  |                  | Није се пласирао | 15 / 28 (32) |        |